# Georg Liebscher

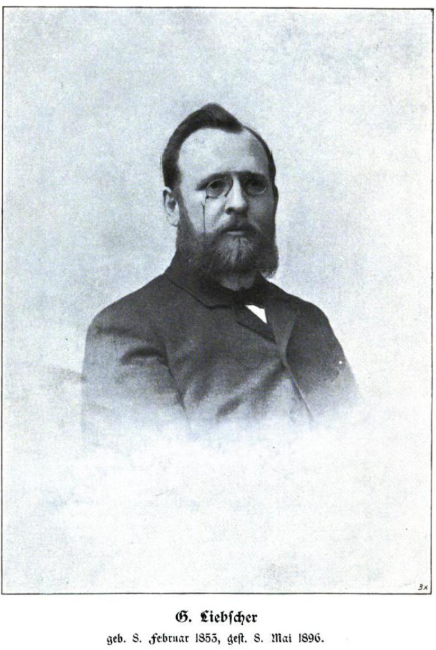
Georg Liebscher.

Georg Liebscher (* 8. Februar 1853 in Magdeburg; † 8. Mai 1896 in Göttingen) war ein deutscher Pflanzenbauwissenschaftler.

## Studienzeit
Georg Liebscher, Sohn des Magdeburger Pastors Johann Liebscher, war nach der Absolvierung eines Gymnasiums in Magdeburg und einer landwirtschaftlichen Lehre zunächst als Verwalter in landwirtschaftlichen Betrieben tätig. Von 1874 bis 1875 studierte er an der Landwirtschaftlichen Hochschule zu Berlin. 1875 setzte er sein Landwirtschaftsstudium an der Universität Halle fort, wo er 1879 bei Julius Kühn mit einer Arbeit über die Ursachen der Rübenmüdigkeit promovierte.
1880 ging er für ein Jahr als Leiter der agronomisch-geologischen Landesaufnahme nach Japan. Eine Buchveröffentlichung über die Erkenntnisse und Erfahrungen dieses Forschungsaufenthaltes fand bei seinen Fachkollegen hohe Anerkennung. Mit dieser Arbeit habilitierte er sich 1883 an der Universität Jena.

## Dozent an der Universität Jena
Bereits 1882 hatte Liebscher die Verwaltung des Landwirtschaftlichen Instituts an der Universität Jena übernommen. Hier wirkte er – zunächst als Privatdozent, später als a. o. Professor – bis zum Jahre 1889.
Der Schwerpunkt seiner Forschungstätigkeit galt den Fragen der Düngung. Aufgrund von Ergebnissen aus Gefäß- und
Feldversuchen erweiterte er die damalige Düngungstheorie. Er forderte, die individuellen Nährstoffbedürfnisse und die Ausbildung der Wurzelsysteme der einzelnen Pflanzenarten bei der Bemessung der Düngergaben zu berücksichtigen.

## Professor an der Universität Göttingen
1889 ging Liebscher für ein knappes Jahr an die Landwirtschaftliche Hochschule Bonn-Poppelsdorf. 1890 wurde er als Nachfolger von Gustav Drechsler o. Professor und Direktor des Landwirtschaftlichen Instituts der Universität Göttingen.
In Göttingen setzte Liebscher die in Jena begonnenen Experimente über das Düngerbedürfnis der Kulturpflanzen fort. 1895 fand er ein allgemeingültiges pflanzenphysiologisches Gesetz, wonach die Pflanzen den im Minimum vorhandenen Produktionsfaktor zu umso größerer Substanzproduktion ausnutzen, je mehr die anderen Produktionsfaktoren in optimalen Verhältnissen vorliegen. Als Ergänzung zu dem von Carl Philipp Sprengel und Justus von Liebig formulierten Gesetz vom Minimum bedeutete Liebschers Gesetz vom Optimum einen wichtigen Erkenntnisfortschritt auf dem Gebiet der Entwicklungsphysiologie der Kulturpflanzen.
Von 1888 bis zu seinem Tode leitete Liebscher die wissenschaftliche Auswertung der von der Deutschen Landwirtschafts-Gesellschaft organisierten Getreide-Anbauversuche. Mit diesen Versuchen wurde erstmals der Anbauwert der wichtigsten deutschen Getreidesorten an verschiedenen Standorten nach einem einheitlichen Versuchsplan geprüft. Die von Liebscher in den „Jahrbüchern der Deutschen Landwirtschafts-Gesellschaft“ veröffentlichten Sortenberichte zeigen eindrucksvoll seine Fähigkeit, die dabei erzielten Ergebnisse sowohl für die Wissenschaft als auch für die Praxis nutzbar zu machen.
Liebscher, der während seiner Amtszeit in Göttingen auch das Journal für Landwirtschaft redigierte, verstarb nach längerer Krankheit bereits im Alter von 43 Jahren. Er war einer der ideenreichsten Vertreter auf dem Gebiet der Düngerlehre. Mit seiner Forderung, die unterschiedlichen Nährstoffbedürfnisse der Kulturpflanzen in der Düngungspraxis stärker zu berücksichtigen, gehört er zu den Wegbereitern einer auf physiologischen Grundlagen basierenden Pflanzenbauwissenschaft.

## Schriften
- Über die Beziehungen von Heterodera schachtii zur Rübenmüdigkeit. Diss. phil. Halle-Wittenberg 1879.
- Japan´s landwirthschaftliche und allgemeinwirthschaftliche Verhältnisse. Nach eignen Beobachtungen dargestellt. Verlag von Gustav Fischer Jena 1882. (Digitalisat in der Staatsbibliothek Berlin)
- Der Verlauf der Nährstoffaufnahme und seine Bedeutung für die Düngerlehre. Verlag von Paul Parey, Berlin 1888. Separatdruck aus:  Journal für Landwirthschaft Bd. 35, 1887, S. 335–518.
- Das landwirtschaftliche Studium an der Universität Göttingen. Verlag von Paul Parey, Berlin 1893.
- Untersuchungen über die Bestimmung des Düngerbedürfnisses der Ackerböden und Kulturpflanzen. In: Journal für Landwirtschaft Bd. 43, 1895, S. 49–216 (mit den wichtigsten Ergebnissen seiner Düngungsforschung).
- Anbau-Versuche mit verschiedenen Sommer- und Winterweizen-Sorten. Begonnen von weil. Prof. Dr. Liebscher-Göttingen, weitergeführt und bearbeitet von Prof. Dr. Edler-Jena. In: Arbeiten der Deutschen Landwirtschafts-Gesellschaft H. 32, 1898. 130 S.